# Orden Hermética de la Aurora Dorada
La Orden Hermética de la Aurora Dorada (en latín: Ordo Hermeticus Aurorae Aureae, en inglés: Hermetic Order of the Golden Dawn) fue una sociedad secreta dedicada al estudio y la práctica del ocultismo, el hermetismo y la metafísica entre finales del siglo XIX y comienzos del siglo XX. Es conocida como una orden mágica. Estuvo activa en Gran Bretaña y centró sus prácticas en la teúrgia y el desarrollo espiritual. Muchos de los conceptos actuales de rituales y de magia, como la Wicca y el Thelema, fueron inspirados por la Aurora Dorada, que se convirtió en una de las organizaciones más influyentes del ocultismo occidental del siglo XX.
Sus tres fundadores, William Robert Woodman, William Wynn Westcott y Samuel Liddell Mathers, eran francmasones y miembros de la Societas Rosicruciana in Anglia. Parece ser que Westcott fue la persona que impulsó inicialmente la Aurora Dorada.
El sistema de la Aurora Dorada estaba basado en la jerarquía y en la iniciación (de forma similar a las logias masónicas) y la estructura de los grados se basaba en la de la Societas Rosicruciana in Anglia, que a su vez deriva de la de la Orden de la Rosacruz Dorada.
La Aurora Dorada fue la primera de tres órdenes, aunque a las tres se las conoce a menudo colectivamente como la Aurora Dorada. La Primera Orden enseñaba filosofía esotérica basada en la cábala hermética y desarrollo personal a través del estudio y la conciencia de los cuatro elementos clásicos, así como las bases de la astrología, el tarot y la geomancia. La Segunda Orden u Orden Interior, llamada Rosae Rubeae et Aureae Crucis, enseñaba magia, adivinación, viajes astrales y alquimia. La Tercera Orden era la de los Jefes Secretos, de quienes se decía que eran muy hábiles; supuestamente dirigían las actividades de las dos órdenes inferiores mediante comunicación espiritual con los jefes de la Segunda Orden.

## Historia

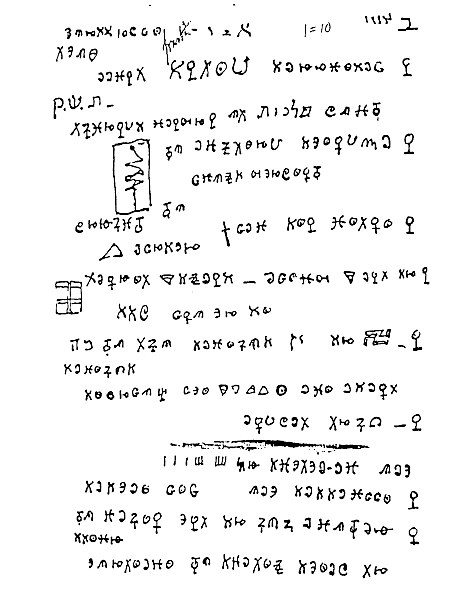
Página 13 de los Manuscritos Cifrados.

Los documentos fundacionales de la orden original de la Aurora Dorada, conocidos como los Manuscritos Cifrados, fueron escritos en inglés usando el Cifrado de Trithemius. Los manuscritos dan directrices específicas de los rituales de grado de la orden y prescriben un plan de estudios de enseñanzas graduadas que abarcan la cábala hermética, astrología, tarot, geomancia y alquimia.
Según los registros de la orden, los manuscritos pasaron de Kenneth R. H. Mackenzie, un académico masón, al reverendo Adolphus Frederick Alexander Woodford, al cual el ocultista británico Francis King describe como el cuarto fundador (aunque Woodford murió poco después de que la orden se fundase). Los documentos no entusiasmaron a Woodford y, en febrero de 1886, se los pasó al francmasón William Wynn Westcott, que logró decodificarlos en 1887. Westcott se complació de su descubrimiento, llamando al compañero masón Samuel Liddell MacGregor Mathers para que le diera una segunda opinión. Westcott pidió ayuda a Mather para convertir los manuscritos en un sistema coherente para trabajar en una logia. Mathers, a su vez, preguntó al compañero masón William Robert Woodman si quería asistir con él y este aceptó. Mathers y Westcott fueron los que desarrollaron los Manuscritos Cifrado con las directrices de los rituales en un formato con el que se podía trabajar. Mathers, sin embargo, tiene el mérito reconocido generalmente de haber diseñado el currículum y los rituales de la Segunda Orden, que él llamo la Rosae Rubae et Aureae Crucis (Rosa Rubí y Cruz Dorada en latín).

### Fundación de los primeros templos

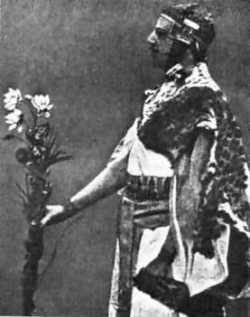
Samuel Liddell MacGregor Mathers con un traje egipcio llevando a cabo un ritual en la Aurora Dorada.

En octubre de 1887, Westcott dijo haber escrito a una condesa alemana y prominente rosacruz llamada Anna Sprengel, indicando que había encontrado su dirección en los Manuscritos Cifrados decodificados. Según Westcott, Sprengel decía que tenía la habilidad de contactar con ciertas entidades sobrenaturales, conocidas como los Jefes Secretos, que estaban considerados las autoridades de la orden mágica y de su organización esotérica. Supuestamente, Westcott recibió una respuesta de Sprengel otorgando permiso para establecer un templo de la Aurora Dorada y confirió los grados de adeptus exemptus a Westcott, Mathers y Woodman. El templo constaría de los cinco grados descritos en los manuscritos.
En 1888 se fundó el Templo de Isis-Urania en Londres. En contraste con la Societas Rosicruciana in Anglia y la masonería, se permitía a las mujeres participar en la orden en "perfecta igualdad" con los hombres. En sus primeros años la orden se dedicaba sobre todo a enseñar filosofía y metafísica. Posteriormente se desarrollaron ciertos rituales y meditaciones que se encontraban en los Manuscritos Cifrados.
Durante los primeros cuatro años, la Aurora Dorada fue un grupo cohesionado, conocido posteriormente como la Primera Orden o la Orden Exterior. En 1892 estaba activa la Segunda Orden u Orden Interior. La Segunda Orden la formaban adeptos que habían terminado el curso de estudios de la Primera Orden. La Segunda Orden fue llamada Ordo Rosae Rubeae et Aureae Crucis.
Con posterioridad al Templo de Isis-Urania se fundaron el Templo de Osiris en Weston-super-Mare en 1888, el Templo de Horus en Bradford también en 1888 y el Templo de Amen-Ra en Edimburgo en 1893. En 1893 Mathers fundó el Templo de Ahathoor en París.

### Los Jefes Secretos
En 1890, la supuesta correspondencia de Westcott con Anna Sprengel cesó repentinamente. Westcott afirmó haber recibido noticias de Alemania de que ella había muerto, que sus compañeros no aprobaban la fundación de la Aurora Dorada y que no se debía establecer más contacto. Si los fundadores querían establecer contacto con los Jefes Secretos aparentemente debían hacerlo por sí mismos. En 1892 Mathers dijo que había establecido una conexión con los Jefes Secretos. Tras esto, suministró rituales para la Segunda Orden. Los rituales estaban basados en la tradición de la tumba de Christian Rosenkreuz. Una cúpula de adeptos pasó a controlar la Orden Exterior. En 1916, Westcott afirmó que Mathers había construido esos rituales a base de materiales que había recibido de Frater Lux ex Tenebris, un supuesto adepto continental.
Algunos seguidores de la tradición de la Aurora Dorada creen que los Jefes Secretos no eran seres humanos ni seres sobrenaturales, sino representaciones simbólicas de fuentes reales o legendarias de esoterismo espiritual. El término Jefe Secreto pasó a definir a un gran líder o maestro de un sendero o práctica espiritual que encuentra su camino siguiendo las enseñanzas de la orden.

### Edad dorada
A mediados de la década de 1890, la Aurora Dorado estaba bien establecida en Gran Bretaña, contando con más de cien miembros de todas las clases de la sociedad victoriana.
En 1896 o 1897, Westcott rompió todos los vínculos con la Aurora Dorada, dejando a Mathers al mando. Se ha especulado que su partida se debió a que perdió varios documentos relacionados con el ocultismo en un coche de alquiler. Aparentemente, cuando se encontraron los documentos, se descubrió la conexión de Westcott con la Aurora Dorada y se llamó la atención de sus empleadores. Es posible que le hubieran dicho que renunciase a la orden o que abandonara su ocupación como coroner.
Mathers fue el único miembro fundador activo después de la partida de Westcott. Sin embargo, debido a choques de personalidad con otros miembros y a sus frecuentes ausencias, se desarrollaron desafíos a la autoridad de Mathers como líder entre los miembros de la Segunda Orden.

### Conflictos
Hacia finales de 1899, los adeptos de los templos de Isis-Urania y Amen-Ra estaban descontentos con el liderazgo de Mathers así como con su creciente amistad con el miembro Aleister Crowley. Ellos también tenían ansias por mantener contacto con los Jefes Secretos por sí mismos, en lugar de relegar esto en Mathers como intermediario. Hubo disputas entre La Esfera, una sociedad secreta dentro del templo Isis-Urania donde estaba Florence Farr, y el resto de adepti minores del templo.
Los encargados de Londres le negaron la iniciación en el grado de adeptus minor a Crowley. Mathers ignoró su decisión y rápidamente se inició en el Templo de Ahathoor de París el 16 de enero de 1900. A su regreso al templo de Londres, Crowley solicitó a la señorita Cracknell, la secretaria interina, los documentos que reconocían su calificación, a la que ahora tenía derecho. Para los adeptos de Londres, esta fue la gota que colmó el vaso. Farr, que ya opinaba que el templo de Londres debería cerrarse, escribió a Mathers expresándole su deseo de dimitir como su representante, aunque estaba dispuesta a continuar hasta que se encontrara un sucesor. Mathers creía que Westcott estaba detrás de este giro de los acontecimientos y le contestó el 16 de febrero. El 3 de marzo se eligió en Londres un comité de 7 adeptos que solicitó una investigación completa del asunto. Mathers envió una respuesta inmediata, negándose a proporcionar pruebas, negándose a reconocer el templo de Londres y despidiendo a Farr como su representante el 23 de marzo. En respuesta, se convocó una asamblea general el 29 de marzo en Londres para destituir a Mathers como jefe y expulsarlo de la orden.
En 1901, W. B. Yeats publicó por su cuenta un panfleto titulado ¿Sigue siendo la Orden de R. R. & A. C. una orden mágica?. Después de que el templo de Isis-Urania proclamase su independencia hubo más disputas, lo que condujo a Yeats a dimitir. Un comité de tres personas se encargó del gobierno temporalmente. En el comité estaban P. W. Bullock, M. W. Blackden y J. W. Brodie-Innes. Tras un corto periodo de tiempo Bullock dimitió y el doctor Robert Felkin ocupó su lugar.
En 1903, A. E. Waite y Blackden unieron fuerzas para conservar el nombre Isis-Urania, mientras que Felkin y otros miembros de Londres formaron Stella Matutina. Yeats permaneció en Stella Matutina hasta 1921, mientras Brodie-Innes continuó su membresía en Amen-Ra en Edimburgo.

### Reconstrucción
Una vez que Mathers se dio cuenta de que la reconciliación era imposible, hizo esfuerzos por restablecerse en Londres. Los templos de Bradford y Weston-super-Mare permanecieron leales a él, pero eran pocos miembros. Entonces nombró a Edward Berridge como su representante. Según Francis King, la evidencia histórica muestra que había "veintitrés miembros de una floreciente Segunda Orden bajo Berridge-Mathers en 1913".
J.W. Brodie-Innes continuó dirigiendo el templo de Amen-Ra y decidió que la revuelta estaba injustificada. En 1908, Mathers y Brodie-Innes estaban en completa sintonía. Según diversas fuentes que difieren en la fecha, en algún momento entre 1901 y 1913 Mathers renombró la rama de la Aurora Dorada que permanecía bajo su liderazgo como Alpha et Omega. Brodie-Innes asumió el mando de los templos ingleses y escoceses mientras que Mathers se concentraba en construir el templo de Ahathoor y en extender sus conexiones estadounidenses. Según el ocultista Israel Regardie, la Aurora Dorada se había difundido a los Estados Unidos de América antes de 1900 y se había fundado el templo de Thoth-Hermes en Chicago.

## Grados en relación con el Sefirot

El árbol de la vida, en la Cábala.

En la siguiente lista está el Sefirot de la Cábala, el grado correspondiente de la Aurora Dorada, un número que representa el número de pasos hasta el Maljut y su equivalencia en el número de pasos hasta el Kéter:
- Kéter. Ipsissmus. 10°=1□
- Jojmá. Magus. 9°=2□
- Biná. Magíster Templi. 8°=3□
- Jesed. Adeptus Exemptus. 7°=4□
- Geburáh. Adeptus Major. 6°=5□
- Tiféret. Adeptus Minor. 5°=6□
- Netsaj. Philosophus. 4°=7□
- Hod. Practicus. 3°=8□
- Yesod. Theoricus. 2°=9□
- Maljut. Zelator. 1°=10□

Se entraba como neófito 0°=0□.

## Posteridad
Todos los templos fundados por la Aurora Dorada original habían desaparecido tras la década de 1970.
Posteriormente se fundaron otras organizaciones con sus enseñanzas y rituales, entre las cuales están The Hermetic Order of the Golden Dawn, Inc. (fundada en 1977), Thelemic Order of the Golden Dawn (fundada en 1990) y Open Source Order of the Golden Dawn (2002–2019).
También hay una Orden Hermética de la Aurora Dorada vinculada a una Escuela Rosacruz de Misterios Alpha Omega que ofrece formación por Internet.